# Lindsay Clarke

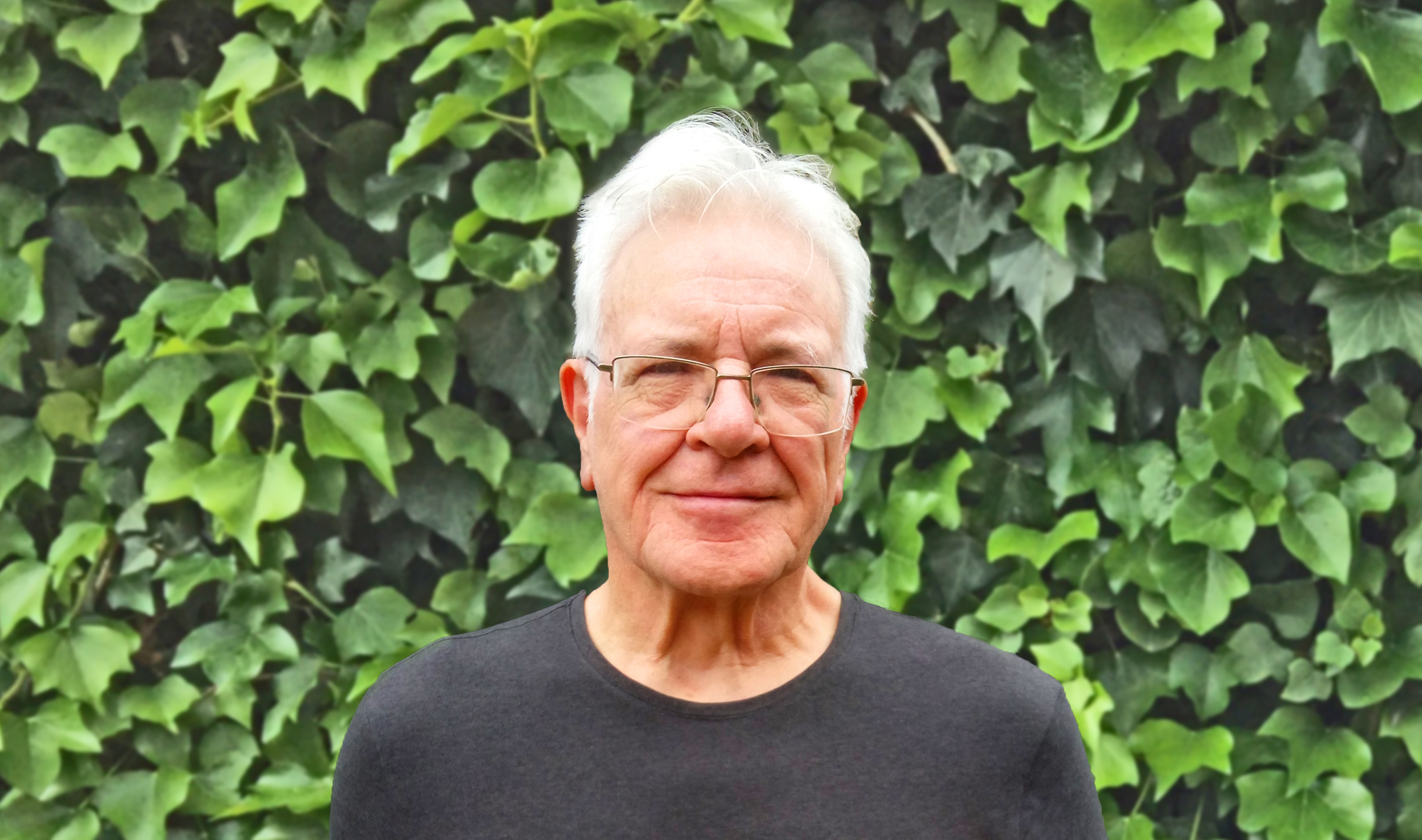
Lindsay Clarke

Lindsay Clarke (* 1939 in Halifax, West Yorkshire, Großbritannien) ist ein englischer Schriftsteller.

## Leben
Clarke besuchte in seiner Jugend die Heath Grammar School in Halifax und das King’s College in Cambridge. Er arbeitete als Lehrer in Afrika, Amerika und Großbritannien, bevor er sich ganz dem Schreiben widmete. Clarke gibt heute Kurse in Kreativem Schreiben an der Cardiff University und leitet Workshops in London und Bath.
Mit seiner Frau lebt er heute in Somerset und hat aus erster Ehe eine Tochter.
BBC Radio 4 sendete bereits vier Hörspiele von Clarke.

## Werke

### Romane
- Sunday Whiteman (1987), ISBN 0-224-02488-4
- The Chymical Wedding (1989), ISBN 0-224-02537-6
- Alice’s Masque (1994), ISBN 0-224-03287-9
- Essential Celtic Mythology (1997), ISBN 1-85538-477-9 Deutscher Titel: Die Zauberharfe der Druiden (1998)
- Lindsay Clarke's Traditional Celtic Stories (1999), ISBN 0-7225-3983-5 (Titel der Erstausgabe: Essential Celtic Mythology)
- Parzival and the Stone from Heaven: A Grail Romance Retold for Our Time (2001), ISBN 0-00-710813-3
- The War at Troy (2004), ISBN 0-00-715026-1
- The Return from Troy (2005), ISBN 0-00-715027-X
- The Water Theatre (2010), Alma Books, ISBN 978-1-84688-113-8
- The Gist: A Celebration of the Imagination, 2012, ISBN 978-0-9568735-2-1 (Hrsg.)

### Lyrik
- Stoker (2006)